# Cetinje (município)
Cetinje é um município de Montenegro. Sua capital é a cidade de Cetinje.

## Principais localidades
- Cetinje - Capital
- Majstori
- Rijeka Crnojevica

## Demografia
De acordo com o censo de 2003 a população do município era composta de:
- Montenegrinos (90,28%)
- Sérvios (4,61%)
- Croatas (0,25%)
- Albaneses (0,25%)
- Muçulmanos por nacionalidade (0,11%)
- Bósnios (0,03%)
- outros (1,61%)
- não declarados (2,87%)